# Râul Sânnicolau
Râul Sânnicolau este un curs de apă, afluent al râului Barcău. 